# Sofo Records
Sofo Records var ett svenskt skivmärke, etablerat år 2010 av Lionheart Music Group och dess A&R Alexander Bard som ett varumärke inom Universal Music. Namnet syftar på dess lokalisering i det kreativa området "SoFo" på Södermalm i Stockholm. Dess inriktning var skandinavisk, urban, modern popmusik. Under 2016 har verksamheten avvecklats.

## Tidigare artister
- AiluCrash
- Alex Saidac
- Army of Lovers
- Gravitonas
- Ida Redig
- Last Lynx
- Llojd
- TRGL
- Trofast